# Artres
Artres è un comune francese di 1 049 abitanti situato nel dipartimento del Nord nella regione dell'Alta Francia.
Il territorio comunale è bagnato dal fiume Rhonelle.

## Società

### Evoluzione demografica
Abitanti censiti